# Ángel Ganivet
Pour les articles homonymes, voir Ganivet.
Œuvres principales
- Idearium español

Ángel Ganivet García, né le 13 décembre 1865 à Grenade (Espagne) et décédé le 29 novembre 1898  à Riga (Empire russe), est un écrivain et diplomate espagnol.
Il est considéré, pour son incertitude vitale et pour son angoisse spirituelle, comme un précurseur symbolique de la Génération de 98 : il projette sa lutte intérieure dans sa vision de l'Espagne dans son œuvre Idearium español, où il interprète l'Espagne comme une Vierge douloureuse entourée de la culture positiviste et sceptique du XIXe siècle. Selon lui, la crise de fin de siècle de son pays a été causée par un problème axiologique fondamental : celle de l'aboulie.

## Biographie

### Première partie de sa vie en Espagne
Ángel Ganivet naît le 13 décembre 1865 dans une famille d'ouvriers et artisans de classe moyenne, où son père, Francisco Ganivet Morcillo, ouvrier et amateur de peinture, et sa mère, Angeles García Siles, friande de littérature, possèdent deux moulins dans les environs de Grenade et fabriquent du pain. Alors qu'il n'a que 9 ans, son père meurt d'un cancer le 4 septembre 1875. Il part alors vivre avec son grand-père maternel au Molino de Sagra, qu'il considérera comme son seul vrai foyer. Un an plus tard, Ángel fait une lourde chute et suit une très longue réhabilitation qui le marquera et le fera se réfugier dans la lecture. Il passe toute sa jeunesse à Grenade, dans un environnement modeste mais tranquille,.
Après une enfance quelque peu turbulente, il abandonne l'école et travaille comme employé aux écritures pour un notaire. Mais celui-ci remarque un certain talent chez Ganivet et suggère à sa mère de lui faire faire des études supérieures. Il montre rapidement un grand intérêt pour la littérature et les langues classiques, et fait entre 1880 et 1890 des études de Droit et de philosophie à Grenade et à Madrid et obtient une licence en philosophie et lettres à l'Université de Grenade en 1888, avant de recevoir un Prix Extraordinaire en Philosophie et Lettres la même année. En 1888-89, il déménage à Madrid pour obtenir un doctorat en Lettres et poursuivre la licence en Droit ; il rédige deux thèses : España filosófica y contemporánea (rejetée), puis Importancia de la lengua sánscrita y servicios que su estudio ha prestado a la ciencia del lenguaje en general y a la gramática comparada en particular. Il passe en 1889 un concours d'entrée au corps d'Archivistes, Bibliothécaires et Antiquaires et est sélectionné pour être ensuite destiné à la bibliothèque agricole du Ministère de l'Équipement. Il obtient ses diplômes de doctorat en Lettres à Madrid et de licence en Droit à Grenade en 1890. Lors d'un autre concours d'entrée, celui de professeur de grec ancien de 1891, Ganivet fait la connaissance d'Unamuno ; ce dernier obtient le poste à Salamanque tandis que Ganivet est refusé pour celui de Grenade. Ils deviennent amis et commence alors entre eux une intense relation épistolaire,,.
Il intègre peu à peu la vie intellectuelle madrilène en se rendant à l'Athénée de Madrid et à des réunions littéraires, où il fait plusieurs rencontres et renforce son amitié avec Unamuno, avec qui il écrit le polémique El porvenir de España,.
En février 1892, il rencontre Amelia Roldán, qui deviendra la mère de sa fille, Natalia, et de son fils Angel Tristán,,.

### Vie diplomatique à l'étranger, et carrière d'écrivain
Ángel Ganivet a besoin d'ailleurs et passe en 1892 un concours pour intégrer le corps consulaire et est sélectionné pour être nommé vice-consul d'Anvers, avant de poursuivre sa carrière consulaire à Helsinki puis à Riga,.

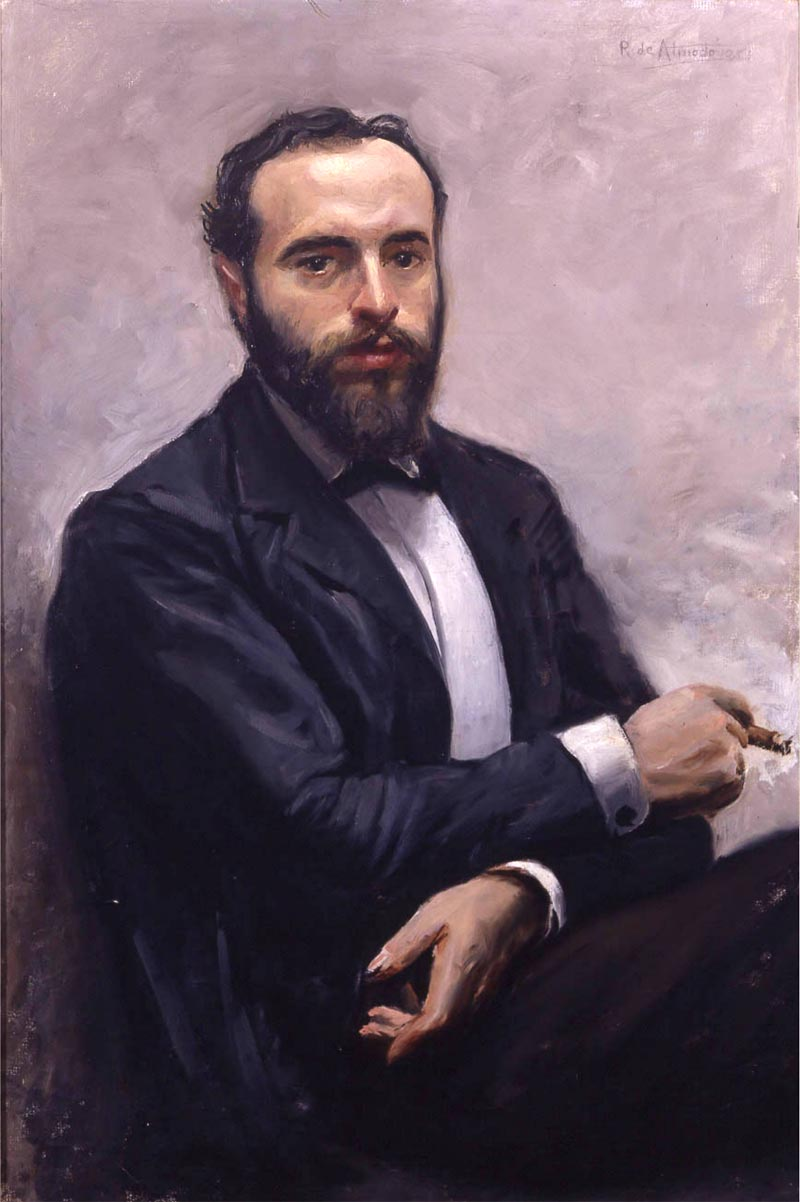
Portrait d'Ángel Ganivet par José Ruiz de Almodóvar (1898)

Bien qu'installé à Anvers, Ganivet voyage beaucoup et maintient de solides liens avec Grenade, notamment épistolaires. Cette correspondance révèle d'ailleurs le début d'une crise personnelle, qui le voit perdre progressivement l'amour et la foi, ainsi qu'une activité intellectuelle intense : il lit énormément et apprend plusieurs langues (français, anglais, allemand). Sa vie sociale n'est cependant pas délaissée, avec de nombreuses aventures sentimentales, et surtout avec la création de la Cofradía del Avellano (« La Confrérie du Noisetier », même nom que la source où ont lieu les réunions) entre l'été 1895 et l'été 1897, pour se réunir avec des amis intellectuels locaux à discuter et à maintenir une correspondance épistolaire quand il est à l'étranger, ainsi que pour composer avec eux le Libro de Granada, une série de tableaux de la ville (il cherche avec ses normes urbanistiques à sauver l'harmonie esthétique de Grenade et critique le manque de considération pour le legs historique de la part des Grenadins) qui sera publiée en 1899,,.
Il commence à écrire au travers de journaux, comme pour son premier article, Un festival literario en Amberes (« Un festival littéraire à Anvers ») dans El Defensor de Granada, le 21 août 1892. L'année suivante, il entame son premier roman, La conquista del reino Maya por el último conquistador Pío Cid, qu'il finira le 20 décembre 1895,.
Le 25 décembre 1895, Ángel Ganivet est promu consul à Helsinki mais n'y foule le sol qu'à partir du 30 janvier 1896. Il écrit en Finlande la plupart de son œuvre jusqu'en 1898. Ainsi, Granada la Bella (dont il rédige les essais entre le 14 et le 27 février) et Cartas finlandesas (rédigées entre le 1er octobre et 1897) sont d'abord des articles pour El Defensor de Granada ; il a besoin de presque toute l'année de 1896 pour écrire Idearium español, qu'il publiera l'été 1897 à Grenade. Il écrit également une série d'essais qui sera plus tard publiée sous le nom de Hombres del Norte (terminé en 1898). Il écrit le roman Los trabajos del infatigable creador Pío Cid, qui voit la personnalité du protagoniste et l'importance du dialogue prédominer ainsi que la méthode narrative de sa génération le veut,.
Début 1898, à la demande de Ganivet lui-même, le consulat d'Espagne d'Helsinki est fermé. Il reprend donc ses fonctions à Riga, en Lettonie, le 10 août. La crise existentielle déjà aperçue en Belgique refait surface et est amplifiée par son isolement de tout et de tous. Il continue cependant d'écrire des articles pour El Defensor de Granada, d'autres essais ainsi que la correspondance dans ce même journal avec Unamuno sur l'Idearium (entre le 9 et le 15 juin, puis entre le 6 et le 14 septembre), qui sera publié de façon posthume sous le nom de El porvenir de España (1912). En septembre, ses articles des Cartas finlandesas sont publiés à Grenade sous forme de livre, tandis qu'en mai et octobre sont publiés à Madrid les deux tomes de son deuxième roman, Los trabajos del infatigable creador, Pío Cid. Il écrit par ailleurs en novembre El escultor de su alma, qu'il qualifiera lui-même comme « trois autos sacramentales de forme réaliste (...) qui semblent écrits par un croyant,. »

### Les derniers jours de sa vie
Quand Ganivet arrive à Riga, il est déjà gravement malade, atteint de syphilis. Il devient paranoïaque et a des accès de démence, ne s'alimente ni ne dort presque plus, et ce depuis 1896. Son ami le baron Von Brück, consul d'Allemagne, se charge de lui et l'emmène voir un médecin qui lui diagnostique une paralysie progressive et recommande qu'il soit interné dans un hôpital psychiatrique. Mais les papiers sont nombreux et longs à remplir. En attendant, son ex-compagne, Amelia Roldán, de qui Ganivet s'est séparé lui reprochant son infidélité, annonce qu'elle va le rejoindre à Riga, accompagnée de son fils. Ganivet lui aurait répondu qu'il se suiciderait avant qu'elle n'arrive.
C'est ainsi que le 29 novembre 1898, il se jette dans le Daugava depuis un bateau à vapeur qu'il emprunte fréquemment, avant d'être repris par des passagers, puis se jette à nouveau et coule lors de la deuxième tentative,.
Ángel Ganivet accomplit ainsi un désir exprimé depuis longtemps : celui de s'enlever la vie. Unamuno déclarera d'ailleurs :
« En las cartas que a mí me escribió, el trágico problema de ultratumba palpitaba siempre. »
— Miguel de Unamuno et Ángel Ganivet, El porvenir de España, éd. Renacimiento, Madrid, 1912 — écrit à Salamanque en février 1912

« Dans les lettres qu'il m'a écrites, le tragique problème d’outre tombe palpitait toujours. »
Le peintre espagnol Eduardo Arroyo réalise une lithographie sur le suicide d'Ángel Ganivet en 1978 intitulé Suicide de Ganivet.

## Pensée

### Proximité avec la Génération de 98
Essayiste très personnel, il est souvent inclus idéologiquement parmi les membres de la Génération de 98, un mouvement qui clame la récupération des principes de la littérature classique espagnole et des racines culturelles et traditionnelles du peuple espagnol ou comme l'un de ses précurseurs, dans un contexte où l'Espagne souffre d'une décadence culturelle, économique, politique, ainsi que militaire, en perdant ses dernières colonies.
En effet, sa pensée — ses errances et ses contradictions — est très proche de celle des Unamuno, Machado, Baroja, Valle-Inclán ; pourtant, il s'est suicidé avant la publication des premières œuvres mûres de la Génération de 98, et ne peut pas vraiment être inclus dans ce mouvement, d'où cette classification de précurseur.
Fidelino de Sousa Figueiredo (en) estime que Guy de Maupassant a eu une influence dans l'œuvre de Ganivet.

### Idées abordées dans ses œuvres
Au travers de ses deux romans, La conquista del reino de Maya et Los trabajos del infatigable creador Pío Cid, Ganivet raconte l'histoire d'un conquérant qui colonise des villages et pratique le prosélytisme auprès de ses sujets pour leur procurer une vie meilleure. Ce fil conducteur est autobiographique en ceci qu'il cherche à y refléter son esprit et son engagement dans la lutte pour le peuple espagnol et ses valeurs traditionnelles. On retrouve cette préoccupation pour récupérer la mémoire de l'Espagne dans son œuvre la plus importante, Idearium español (1898), où il fait une interprétation de l'Histoire de l'Espagne et l'esquisse d'une analyse sur les causes de sa décadence, en exposant la situation et la psychologie des Espagnols,.
Il cherche également à faire une analyse de l'Espagne du XIXe siècle au travers de ses Cartas finlandesas (« lettres finlandaises »). En effet, au moyen de lettres dans lesquelles il raconte avec un regard ironique à ses amis grenadins chacun des aspects de cette terre lointaine, il fait dialoguer les sociétés finlandaise et espagnole. José Ortega y Gasset dira de ce livre ainsi que d'Hombres del Norte, six essais présentant les plus remarquables écrivains norvégiens de l'époque avec une mentalité méditerranéenne, que ce « sont de grands livres européens écrits au meilleur moment, quand le contact intime de certains peuples avec d'autres avaient encore la fraîcheur de la découverte..., » Il cherchera par ailleurs, avec son essai socio-politique Idearium español, à établir une liste des maux endémiques à l'Espagne, puis à trouver des solutions pour redonner confiance à son pays, telles qu'une réforme agraire, l'enseignement gratuit pour tous, la nationalisation de l'économie, des lois de protection du travailleur, etc.
La préoccupation de Ganivet pour la religion et la morale est une caractéristique continue et contradictoire dans sa vie et dans son œuvre. Il a en effet oscillé entre le respect des préceptes religieux et un rejet direct ou indirect de ceux-ci en approfondissant sa recherche d'un point de vue plus philosophique, proche du stoïcisme, vers l'introspection et l'amour pour le bien, comme l'attestent ces mots :
« No te dejes vencer por nada extraño a tu espíritu; piensa que en medio de los accidentes de la vida tienes dentro de ti una fuerza madre, algo fuerte e indestructible como un eje diamantino alrededor del cual giran los hechos mezquinos que forman la trama del diario vivir, y sean cuales fueren los hechos que sobre ti caigan, sean de los que llamamos prósperos o de los que llamamos adversos o de los que parecen envilecernos con su contacto, mantiene de tal modo firme y erguido que al menos se pueda decir de ti que eres un hombre. »
— Ángel Ganivet, Idearium español

« Ne te laisse pas vaincre par quoi que ce soit d'étranger à ton esprit ; pense qu'au milieu des accidents de la vie tu possèdes en toi une force mère, quelque chose de fort et d'indestructible comme un axe diamantin autour duquel tournent les faits mesquins qui forment la trame de la vie quotidienne, et quels que soient les faits qui te touchent, qu'ils soient de ceux que l'on dit prospères ou de ceux que l'on dit adverses, ou bien de ceux qui semblent nous avilir à leur contact, reste ferme et dressé, afin qu'au moins on puisse dire de toi que tu es un homme. »
Ganivet pousse plus loin son stoïcisme, avec des observations désespérées telles que :
« Con el tiempo llega uno a convencerse de que está de más en el mundo, que no hay fines propios en el hombre, porque los únicos fines, que son la generación y la conservación, son fines específicos no individuales. »
— Ángel Ganivet, Epistolario

« Avec le temps, on se convainc qu'on est en trop dans le monde, qu'il n'y a pas de but propre à l'homme, parce que ses uniques buts, la génération et la conservation, sont des buts de l'espèce et non de l'individu. »

## Œuvre

### Publications de son vivant

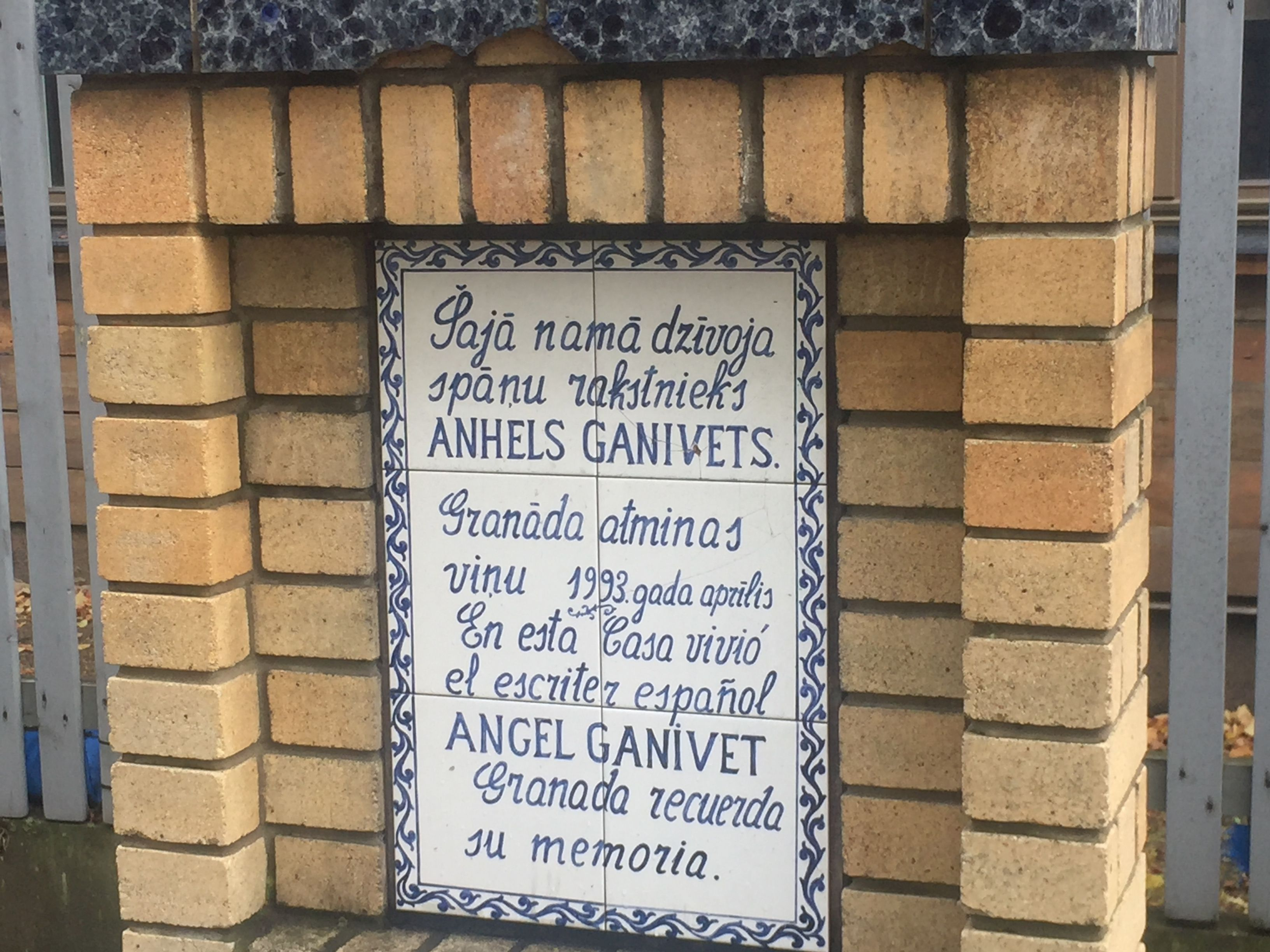
Plaque commémorative ornant la façade de la maison à Riga où Ganivet passa les dernières semaines de sa vie.

- España filosófica contemporánea[B 3] (1889, essai — sa thèse de doctorat)
- La conquista del reino Maya por el último conquistador Pío Cid[B 4] (1896, roman)trad. fr. : Angel Ganivet (trad. de l'espagnol par François Gaudry, préf. Alvaro Mutis), La conquête du royaume de Maya : par le dernier conquistador espagnol Pio Cid, Paris, Phébus, 1992, 284 p. (ISBN 2-85940-231-4)
- Granada la bella[B 5] (1896, prose)
- Cartas finlandesas[B 6] (1896, prose)trad. fr : Angel Ganivet (trad. Jean Monfort), Lettres de Finlande, Kindle, 2018.
- Los trabajos del infatigable creador Pío Cid[B 4] (1898, roman)
- Hombres del norte[B 6] (1898, essai)
- El escultor de su alma[B 7] (1898, pièce de théâtre)
- Idearium español[B 5] (1898, essai)trad. fr. : Ángel Ganivet (trad. Marianne Stoumon), Idearium espagnol, Bruxelles, Impr. des sciences, 1967, 160 p.trad. fr. : Angel Ganivet (trad. Jean Monfort), Idearium espagnol, kindle, 2017éd. bilingue : Ángel Ganivet (dir.) et Miguel de Unamuno, Crise intellectuelle et politique en Espagne à la fin du XIXe siècle : "En torno al casticismo", Miguel de Unamuno, "Idearium español", Angel Ganivet, Paris, Éd. du temps, 1999, 197 p. (ISBN 2-84274-078-5)
- Porvenir de España[B 1] (1898, essais écrits avec Miguel de Unamuno ; une autre édition, en 1912, inclut des commentaires d'Unamuno sur Ganivet[13])trad. fr. : Angel Ganivet (trad. Robert Pellet), Le Génie de l'Espagne, Paris, Éditions du Scorpion, 1964, 223 p., ouvrage qui comprend également la traduction de Idearium español.

### Publications posthumes
- Libro de Granada[B 2] (publié pour la première fois en 1899)
- Cartas de Ángel Ganivet[B 8] (2001)
- Artículos, relatos y fragmentos[B 9] (2004)
- Importancia de la lengua sánscrita : y servicios que su estadio ha prestado a la ciencia del lenguaje en general y a la gramática comparada en particular[B 10] (2005, essai — son autre thèse de doctorat)
- Teatro y poesía[B 11] (2005)
- Epistolario[B 12] (2008)